# Name it
|  | Sammenskrivningsforslag Artiklen Name it er foreslået føjet ind i Bestseller A/S. (Siden december 2016) Diskutér forslaget |

NAME IT er et dansk tøjmærke der er en del af Bestseller-koncernen. Tøjmærket er specialiseret for børnetøj til alderen 0-16 år.
En butikskæde benytter varemærket og der er mere end 150 NAME IT-butikker på verdensplan.[kilde mangler]
Ud over de fysiske butikker sælge NAME IT-tøj også fra hjemmesiden http://www.nameit.com.
Varemærket NAME IT er ejet af Bestseller A/S' søsterselskab Aktieselskabet af 21. november 2001,
mens NAME IT-butikkerne i Danmark er en del af Bestseller A/S' datterselskab Bestseller Retail Denmark A/S.
Mærket name it blev introduceret af Bestseller i 1996 – dog først til spædbørn, da mærket EXIT henvendte sig til større børn. I 2008 blev mærket EXIT nedlagt og name it dækker nu hele børnetøjskollektionen. EXIT blev introduceret i 1986, og var dermed et af Bestsellers først brands.[kilde mangler]
Helena Christensen har i 2008 designet en økologisk børnetøjskollektion for name it.